# Кавана, Джон (актёр)
Джон Кавана (англ. John Kavanagh; род. 1940-е, Ирландия) — ирландский актер театра, кино и телевидения.

## Биография
Джон Кавана начал карьеру в кино в 1970 году с ирландской комедии «Падди» (1970), где исполнил небольшую роль Уилли Игана. В том же году он сыграл еще одну второстепенную роль в военной драме «Побег из лагеря МакКензи».
Следующие двенадцать лет Кавана не появлялся на экранах, хотя продолжал выступать на театральной сцене. В конце концов, он решил вернуться в кино, снявшись в драме «Роман в бальной комнате» (1982). Во время съемок картины у него завязался роман с актрисой Брендой Фрикер. Далее последовали драма «Аттракта» (1983) и снятый для ТВ фильм «Деревенские девочки» (1984) с Сэмом Нилом в главной роли.
Следующей работой Каваны стал один из самых известных фильмов в его карьере: ирландская политическая драма «Дневник террориста» (1984) с Хелен Миррен и Джоном Линчем в главных ролях. Картина повествует о молодом члене ИРА (Линч), который пытается выйти из этой организации. После «Дневника» Кавана отметился в целом ряде фильмов и телесериалов. Он появился в триллере «Фантазер» (1986), криминальной драме «Беллман и Тру» (1987), боевике «Угонщики» (1988), сериале «Прелюдия» (1991) и других.
В середине девяностых карьера Каваны пошла вверх. Он сыграл с такими признанными актерами, как Миа Фэрроу и Джим Бродбент, в фильме Джона Ирвина «Вдовья гора» (1994). В том же году снялся в сериале «Приключения королевского стрелка Шарпа» (в главных ролях Шон Бин и Хью Фрейзер), где сыграл святого отца Майкла Кертиса. Год спустя появился в исторической драме «Храброе сердце» (1995) в роли Крейга, представителя средневековой шотландской знати. Затем Кавана снялся в фильме «Сыновья» (1996) по сценарию Джима Шеридана, и воссоединился с Брендой Фрикер в независимом фильме «Метеор Питера» (1998).
После нескольких небольших ролей Кавана появился в пеплуме Оливера Стоуна «Александр» (2004) с Колином Фарреллом, Вэлом Килмером и Энтони Хопкинсом в главных ролях. Кавана сыграл Пармениона, македонского полководца, который сомневается в действиях Александра. Хотя фильм снискал успех за рубежом, он провалился в американском прокате, получив негативные отзывы как критиков, так и зрителей. После этого Кавана снялся в фильме Брайана Де Пальмы «Черная орхидея» (2006), который также провалился в прокате.
Карьера Каваны оправилась после работы над ролью кардинала Кампеджо в популярном телесериале «Тюдоры» (2007) Майкла Хёрста. Картина рассказывает о беспорядках в Англии времен Генриха VIII (монарха сыграл Джонатан Рис-Майерс). В 2012 году Кавана приступил к съемкам в «Викингах» - новом успешном проекте Хёрста, где исполнил роль загадочного Провидца. Поскольку грим Провидца менял Кавану до неузнаваемости, у него появилась возможность сыграть в том же сериале второго персонажа - папу римского Льва IV.
Джон Кавана - отец актрисы Рэйчел Кэвэны и музыканта Джейми Каваны. Его сестра, певица Энн Бушнелл (1939-2011), исполняла песни в жанрах джаз и блюз и выступала в кабаре.